# Лиф-Валли (тауншип, Миннесота)
Лиф-Валли (англ. Leaf Valley) — тауншип в округе Дуглас, Миннесота, США. На 2000 год его население составило 484 человека.

## География
По данным Бюро переписи населения США площадь тауншипа составляет 93,8 км², из которых 86,6 км² занимает суша, а 7,3 км² — вода (7,73 %).

## Демография
По данным переписи населения 2000 года здесь находились 484 человека, 187 домохозяйств и 146 семей.  Плотность населения —  5,6 чел./км².  На территории тауншипа расположено 338 построек со средней плотностью 3,9 построек на один квадратный километр. Расовый состав населения: 99,79 % белых и 0,21 % приходится на две или более других рас. Испанцы или латиноамериканцы любой расы составляли 0,62 % от популяции тауншипа.
Из 187 домохозяйств в 28,3 % воспитывались дети до 18 лет, в 70,1 % проживали супружеские пары, в 4,8 % проживали незамужние женщины и в 21,4 % домохозяйств проживали несемейные люди. 18,7 % домохозяйств состояли из одного человека, при том 9,1 % из — одиноких пожилых людей старше 65 лет. Средний размер домохозяйства — 2,59, а семьи — 2,97 человека.
22,7 % населения младше 18 лет, 6,4 % в возрасте от 18 до 24 лет, 22,5 % от 25 до 44, 30,6 % от 45 до 64 и 17,8 % старше 65 лет. Средний возраст — 43 года. На каждые 100 женщин приходилось 118,0 мужчин.  На каждые 100 женщин старше 18 приходилось 113,7 мужчин.
Средний годовой доход домохозяйства составлял 41 500 долларов, а средний годовой доход семьи —  43 750 долларов. Средний доход мужчин —  30 000  долларов, в то время как у женщин — 21 429. Доход на душу населения составил 18 310 долларов. За чертой бедности находились 6,8 % семей и 8,8 % всего населения тауншипа, из которых 17,1 % младше 18 и 3,5 % старше 65 лет.